# Plaza Mac-Lean
La plaza Mac-Lean es una plaza pública de la ciudad de Tacna. Está ubicado frente al Teatro Municipal de Tacna y recibe el nombre en honor al entonces alcalde Guillermo Mac-Lean, «último alcalde peruano antes de la ocupación chilena», por haberse ofrecido como rehén para evitar el bombardeo de la ciudad de Tacna, después de la derrota en la Batalla del Alto de la Alianza.

## Historia
Había nacido durante la construcción del Teatro Municipal o Teatro Nuevo, luego de una apertura del espacio frente a este mismo edificio, a modo de explanada. Aunque el teatro se concluyó hacia 1870, hay planos anteriores de la ciudad donde puede verse perfectamente la ubicación del mismo y del espacio abierto de la plaza, como el de Maximiliano Siebert publicado en 1861. Es la razón por la que aparece referida en algunas fuentes antiguas como la plaza del Teatro.

### Guillermo Mac-Lean
Guillermo Mac-Lean Portocarrero nació en 1848 y falleció en 1904. Hijo del inmigrante británico Alejandro R. Mac-Lean y de Doña María Portocarrero, fue un destacado vecino y doctor, eslabón generacional de una de las familias más reputadas localmente. Cuando tuvo lugar la batalla en el que se destruyó el ejército aliado de Perú y Bolivia, el 26 de mayo de 1880, el joven profesional ocupaba el cargo de alcalde. 
Por ello obviamente ha habido muchos alcaldes posteriores, pero el llamado «último alcalde de Tacna» se debe a que fue la última autoridad municipal peruana con esta investidura al momento en que Tacna cayó bajo administración chilena.

### Restauración
La plaza ha tenido varias restauraciones y mejoramientos desde entonces, siendo ejecutada una gran intervención en 2009 por la Municipalidad Provincial de Tacna, cuando era alcalde Luis Torres Robledo. Tras emplear en las obras un presupuesto de casi un millón de nuevos soles, se reinauguró el 17 de octubre de 2009 con una solemne ceremonia.
Se implementó, en aquella ocasión, con escaños de piedra canteada de laja y granito, sardineles de piedra, faroles ornamentales y nuevos basureros. Se agregaron eficientes focos de iluminación a nivel de suelo y se cambió el viejo pedestal del busto de MacLean (obelisco trunco), por una estructura de forma inclinada y oblicua.

## Descripción
Es una pequeña plaza ubicada al frente del Teatro Municipal de Tacna adornada entre grandes palmeras, arbustos y una pequeña pileta de Cantera.
Esta plaza rinde homenaje a Guillermo Mac Lean «de ahí el nombre plaza Mac-Lean»
También alberga una estatua de dicho personaje con dos distinguidas placas de mármol, una dice:

Guillermo Mac-Lean Portocarrera
1846 - 1904 Siendo Alcalde de Tacna el 26 de Mayo de 1880 se ofrecio como rehen para evitar el bombardeo de la Ciudad.

## Actualidad
Actualmente esta plaza es escenario para alguna actividades protocolares del Teatro y algunas actividades policiales dadas por la Comisaría de al lado. 
Sin embargo la plaza es muy transcurrida por los ciudadanos y turistas, como una pequeña y tranquila plaza para reposar.